# Album strojów tureckich (BOZ 165)
Album strojów tureckich (fr. Costumes turcs) – zbiór miniatur z XVII w. przedstawiających postacie dygnitarzy i funkcjonariuszy sułtańskiego dworu z czasów panowania Ibrahima I, przechowywany w zbiorach Biblioteki Narodowej.
Rękopiśmienny album składa się ze 101 kart o wymiarach 21x15 cm, na których zaprezentowanych jest 100 miniatur ukazujących postacie w charakterystycznych strojach tureckich. Przy każdej miniaturze znajduje się podpis w języku tureckim zapisanym alfabetem arabskim. Pod nim lub obok niego umieszczona jest transkrypcja alfabetem łacińskim. U góry karty znajduje się wyjaśnienie terminów tureckich w języku francuskim. Pierwsza ilustracja przedstawia samego sułtana na koniu w otoczeniu dworzan. Na kolejnych wyobrażeni są m.in. dowódcy gwardii oraz liczni urzędnicy (np. sokolnik i urzędnik odpowiedzialny za podawanie kawy).
Album został zakupiony przez Stanisława Kostkę Zamoyskiego w 1802 w Paryżu. Po II wojnie światowej wszedł, wraz z innymi obiektami Biblioteki Ordynacji Zamojskiej, do zasobów Biblioteki Narodowej. Od 2024 album prezentowany jest na wystawie stałej w Pałacu Rzeczypospolitej.